# CARNet
Хорватская академическая и исследовательская сеть (хорв. Hrvatska akademska i istraživačka mreža, CARNet) — национальная исследовательская и образовательная сеть, созданная в Хорватии в 1991 году. Проект финансируется из государственного бюджета; офисы CARNet открыты в Загребе и пяти других городах страны. CARNet была создана как проект Министерства науки и техники Республики Хорватии; в марте 1995 года правительство Республики Хорватия приняло Постановление об учреждении учреждения CARNet с целью «облегчения прогресса и развития как отдельных лиц, так и общества в целом, посредством использования новых информационных технологий». Деятельность CARNet может быть разделена на три основные области: предоставление доступа в Интернета, поощрение развития информационного общества и «образование в новую эпоху».

## Миссия, видение и фундаментальные ценности

### Миссия
Миссия CARNet заключается в способствовании развитию «информационно-зрелого» (digitally mature) общества.

### Видение
Достижение поставленных целей предполагается посредством комплексной информатизации системы образования и науки в Республике Хорватия, а точнее: развития передовой и общедоступной информационной инфраструктуры, содействуя прогрессу посредством предоставления электронных услуг и электронного контента, содействия обеспечению безопасности в сети интернет в Республике Хорватии и в балканском регионе в целом, поощрения новаторства и передового опыта пользователей в использовании передовых информационных и коммуникационных технологий, налаживания надежного и ответственного партнерства с пользователями (путем применения и обмена знаниями и опытом, а также — содействия разработке правовых основ использования информационно-коммуникационных технологий в хорватской системе образования и науки.

### Фундаментальные ценности
CARNet провозглашает своими ценностями «ответственность, инициативность, целеустремленность, полноту и открытость».

## История

### Учреждение
3 октября 1991 года в Хорватии был создан орган, ответственный за координацию создания хорватской учебной компьютерной сети. Данное событие стало точкой отсчёта в работе Хорватской научно-исследовательской сети (CARNet), которая стала первым провайдером интернет-услуг (ISP) в стране. В последующие несколько лет CARNet была единственным провайдером интернет-услуг в Хорватии, предоставляя доступ в сеть бесплатно — причём, не только академическому сообществу, но и всем гражданам республики.
В ноябре 1992 года было установлено первое международное коммуникационное соединение, которое подключило CARNet в Загребе к австрийской сети: тем самым Хорватия вошла во всемирную компьютерную сеть Интернет.
В течение 1992 года было закуплено первое оборудование для построения сети CARNet. Государственные учреждения в Хорватии были подключены к сети и получили доступ со скоростью от 19 до 200 кбит/с, а вся сеть была подключена к интернету через Австрию — со скоростью в 64 кбит/с. Первыми институтами, подключенными к CARNet и интернету в целом, были Университетский вычислительный центр (Srce), факультет электротехники и вычислительной техники в Загребе, Институт Руджера Бошковича, факультет науки, факультет электротехники, машиностроения и военно-морской архитектуры в Сплите, инженерный факультет в Риеке, экономический факультет в Осиеке и само Министерство науки и техники Хорватии. В первые месяцы 1993 года CARNet была назначена ответственной за администрирование доменов верхнего уровня (.hr). В октябре 1994 года CARNet начала предлагать своим пользователям первые интернет-курсы и со временем обучение пользователей стало одним из важнейших видов деятельности CARNet.

### Сеть
В 1996 году базовая сеть CARNet была модернизирована за счет внедрения технологии ATM, которая позволила передавать изображения и звук в реальном времени со скоростью 155 Мбит/с.
В январе 1997 года первая дистанционная лекция в Хорватии была организована через ядро сети CARNet — она прошла между ректоратом университета в Осиеке и факультетом электротехники и вычислительной техники в Загребе. 1 декабря 2001 года была введена в эксплуатацию общеевропейская научно-исследовательская сеть GÉANT и CARNet была связана с ней.
В сотрудничестве с Университетским вычислительным центром, в 2003 году, CARNet запустила проект Giga CARNet для использования гигабитных технологий при создании высококачественной инфраструктуры для учреждений, являвшихся её членами (факультетов и исследовательских институтов). В рамках проекта Giga, в феврале 2004 года, CARNet была подключена через сеть GÉANT к двум более скоростным соединениям с аналогичными академическими и исследовательскими сетями в Европе и во всем мире (со скоростью 1,2 Гбит/с вместо прежних 622 Мбит/с).
В качестве необходимого требования для дальнейшего сотрудничества CARNet с мировыми академическими и исследовательскими сообществами, в июне 2007 года скорость подключения CARNet к сети GÉANT была увеличена до 10 Гбит/с.